# Makoschyne
Makoschyne (ukrainisch Макошине; russisch Макошино Makoschino) ist eine Siedlung städtischen Typs im Zentrum der ukrainischen Oblast Tschernihiw mit etwa 1850 Einwohnern (2024).
Makoschyne entstand zu Beginn des 17. Jahrhunderts an Stelle der Stadt Chorobor (Хоробор), die erstmals 1153 schriftlich erwähnt wurde.
Seit 1964 besitzt Makoschyne den Status einer Siedlung städtischen Typs.

## Geographie
Makoschyne liegt im Rajon Korjukiwka am Ufer der Desna 92 km östlich vom Oblastzentrum Tschernihiw und 11 km südöstlich vom Gemeinde- und ehemaligen Rajonzentrum Mena.
Am 25. Dezember 2016 wurde die Siedlung ein Teil der neugegründeten Stadtgemeinde Mena, bis dahin bildete sie zusammen mit dem Dorf Ostapiwka (Остапівка) die gleichnamige Siedlungsratsgemeinde Makoschyne (Макошинська селищна рада/Makoschynska selyschtschna rada) im Osten des Rajons Mena.
Am 17. Juli 2020 kam es im Zuge einer großen Rajonsreform zum Anschluss des Rajonsgebietes an den Rajon Korjukiwka.